# Palaver
Palaver är ett musikalbum från 2011 med jazzsångerskan Lina Nyberg. Varje låt handlar om en namngiven person som betytt något för Lina.

## Låtlista
Alla låtar utom spår 8 och 10 är skrivna av Lina Nyberg.
1. Ditte – 4:55
2. Caetano – 6:21
3. Adrenalina – 3:01
4. Federico Garcia – 6:42
5. Aliisa – 6:35
6. Claude – 5:03
7. Paul – 4:47
8. So Long Frank Lloyd Wright (Paul Simon) – 4:31
9. Ingrid – 4:47
10. Jelâluddîn (Lina Nyberg/Coleman Barks) – 5:29

## Medverkande
- Lina Nyberg – sång
- Cecilia Persson – piano
- David Stackenäs – gitarrer
- Josef Kallerdahl – bas
- Peter Danemo – trummor
- Emil Strandberg – trumpet (spår 1, 3, 4, 5)
- Fredrik Ljungkvist – barytonsaxofon (spår 4)
- Erika Angell, Karin Indre, Lisa Gustafsson, Sarah Riedel – kör (spår 5)
- Niklas Fernqvist, Joe Willamson – bas (spår 10)

## Mottagande
Skivan fick ett gott mottagande när den kom ut med ett genomsnitt på 4,0/5 baserat på 14 recensioner.